# 坪石遊樂場

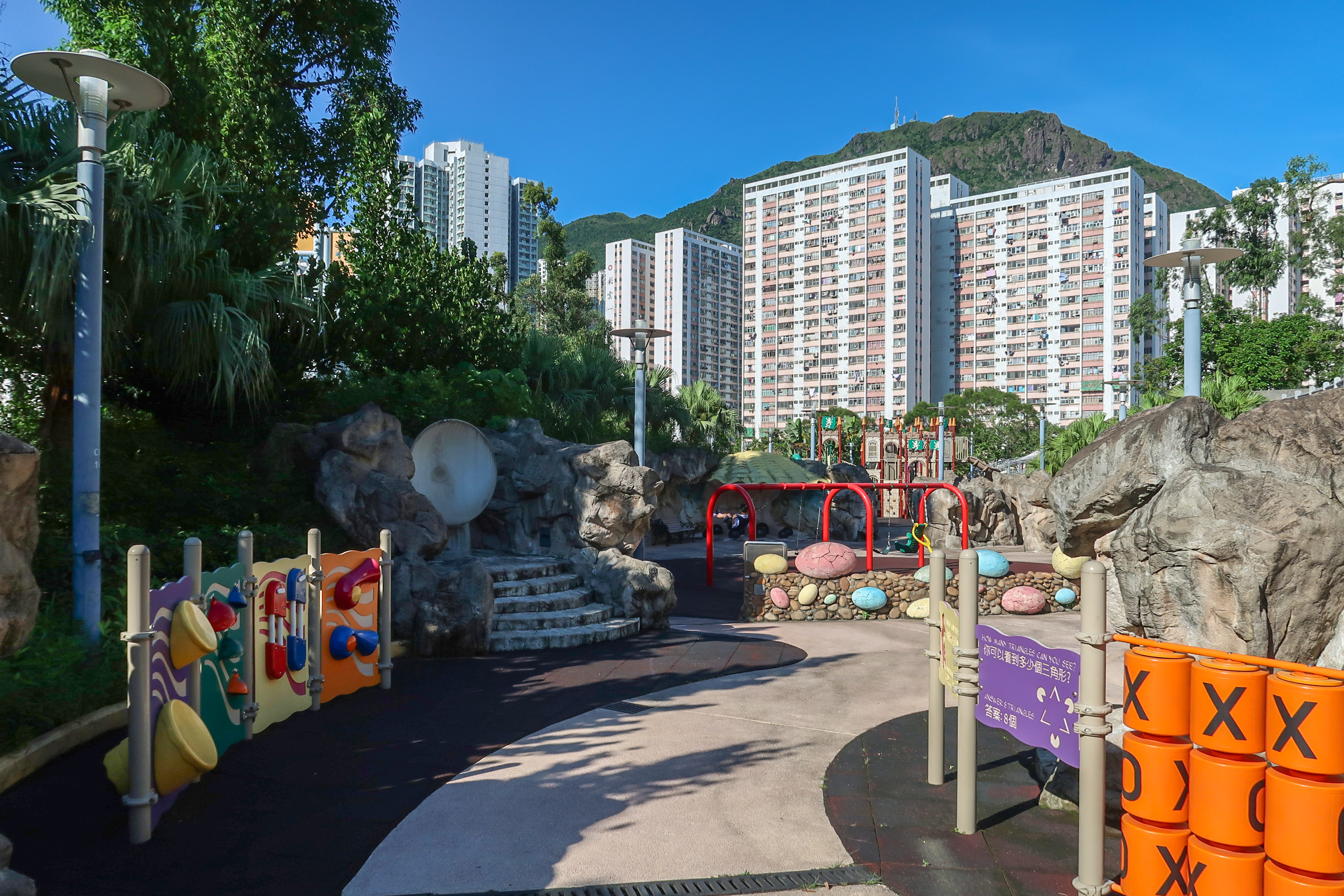
兒童遊樂場的設計以遠古恐龍時代為主題

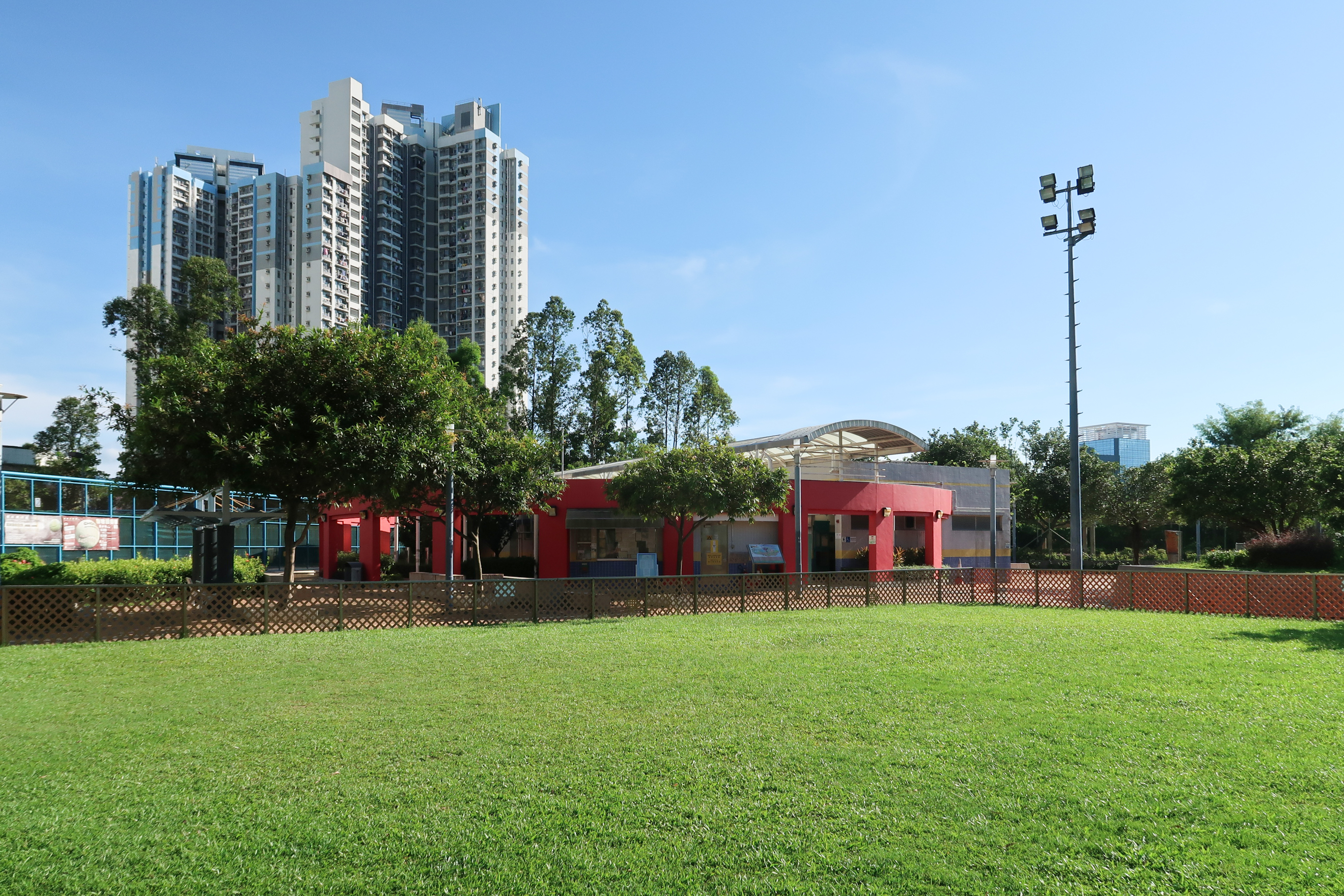
門球場

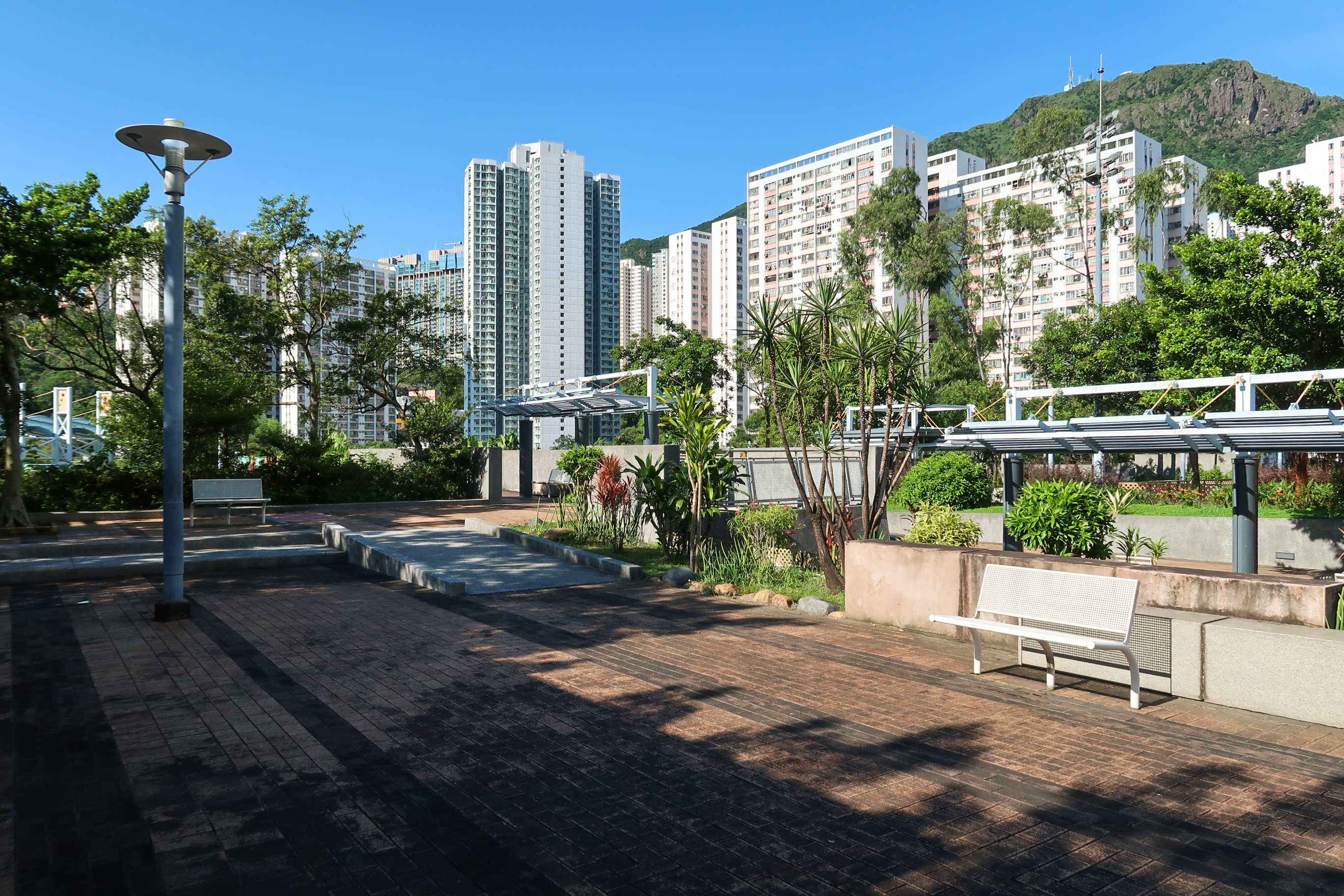
龍舌蘭園

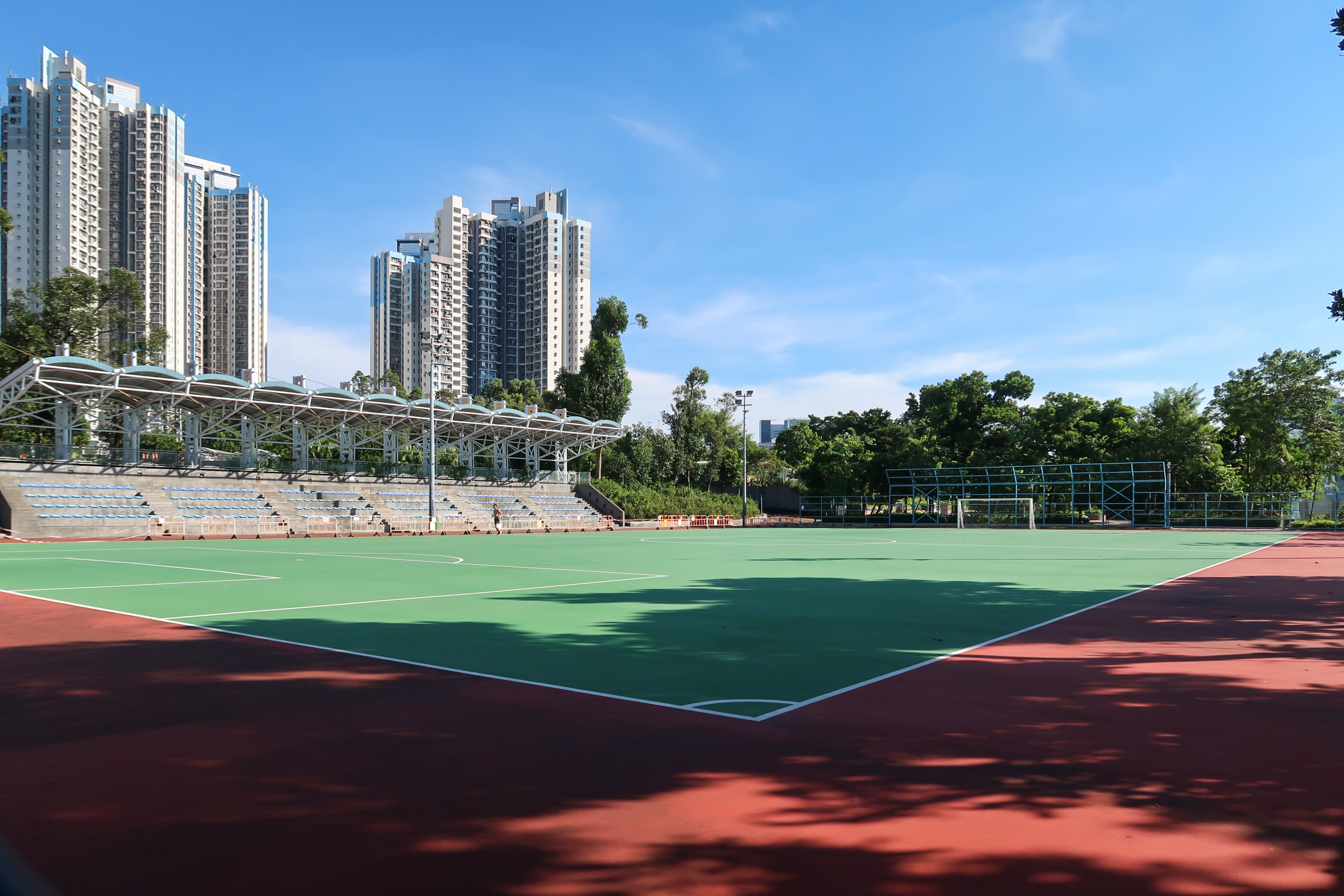
7人硬地足球場

坪石遊樂場（英語：Ping Shek Playground）是香港一個遊樂場，位於九龍牛池灣平山彩盛里末端，佔地約3.4萬平方米，於2001年12月21日正式啟用，由康樂及文化事務署管理。場內設有多種康樂設施，包括籃球場、七人足球場、網球場、乒乓球檯、緩跑徑及兒童遊樂場等。其中兒童遊樂場的設計以遠古恐龍時代為主題，配合仿古化石與圖騰裝飾，使兒童仿如置身於「恐龍歷險世界」。而遊樂場座落於小山崗上，場內種植不少花草，環境較為寧靜怡人。
坪石遊樂場設有三個主要出入口，分別可從坪石邨、彩雲邨及彩興苑進入。另外場內設有停車場，可供遊客泊車。

## 開放時間及收費
遊樂場
- 開放時間：每日06:00-23:30
- 收費：除網球場外，其餘設施皆免費。

網球場
- 開放時間：每日07:00-23:00
- 日間收費：每小時42元
- 夜間收費：每小時57元（設有泛光燈照明）
- 可透過「康體售票網」預訂場地，或可使用八達通即場租用。

## 鄰近地方

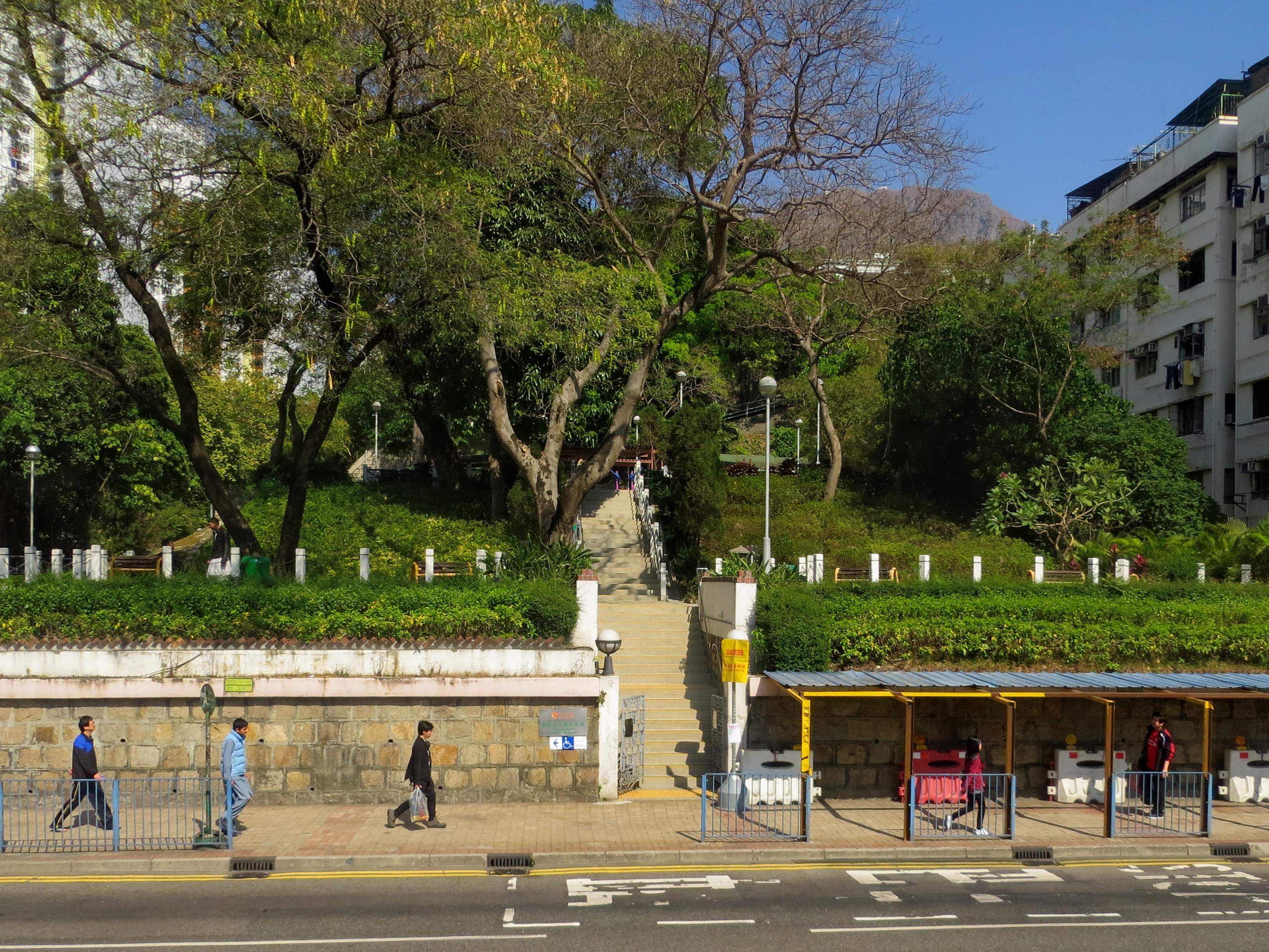
觀塘道兒童遊樂場，前方道路為太子道東。

- 坪石邨
- 彩雲邨／彩雲商場
- 彩德邨／彩德商場
- 彩興苑
- 清水灣道8號／匯八坊
- 香港浸會大學視覺藝術院
- 觀塘道兒童遊樂場
- 牛池灣三山國王廟